# Deux sortes d'hommes
Singles de Johnny Hallyday
Pardonne-moi
(2018) Le cœur en deux (version live Bercy 2003 - sortie posthume)
(11 décembre 2020)
Deux sortes d'hommes est une chanson de Johnny Hallyday, écrite par Pierre-Yves Lebert et composée par Daran. Enregistrée en 2014 et restée inédite, elle sort à titre posthume en 2020.

## Histoire
Elle est enregistrée en 2014 à Los Angeles lors des sessions d'enregistrements de l'album Rester vivant, mais n'a finalement pas été retenue et demeure inédite jusqu'en 2020. Année, où elle est diffusée à titre posthume en single le 9 octobre, en tant qu'extrait de la bande originale du film À nos promesses, présente dans le coffret Son rêve américain.

## Discographie et clip vidéo
Nota, référence pour l'ensemble de la session (sauf indication supplémentaire) :
Coffret 5 LP- 3 CD - 2 DVD Son rêve américain Warner Music France 0190295247904 
Deux sortes d'hommes sort également sorti en trois Maxi 45 tours en vinyles de couleurs différentes et en éditions limitées ; Chaque édition propose en face B un titre différent : Nashville blues (vinyle bleu), La Terre promise (vinyle vert), et Tes tendres années (vinyle jaune). Ces trois morceaux sont extraits de l'album Live au Beacon Theatre de New-York 2014, enregistrement public inédit également présent dans le coffret Son rêve américain.
Le clip vidéo mêle des images d’archives de Johnny Hallyday sur scène à différentes époques, ainsi que des images de son road-trip aux États-Unis en 2016.

## Classements hebdomadaires
Single numérique
| Classement (2020)    | Meilleure place |
| -------------------- | --------------- |
| France (SNEP Ventes) | 13              |

Single physique - avec Nashville Blues (Live)
| Classement (2020)    | Meilleure place |
| -------------------- | --------------- |
| France (SNEP Ventes) | 1               |

Single physique - avec La Terre Promise (Live)
| Classement (2020)    | Meilleure place |
| -------------------- | --------------- |
| France (SNEP Ventes) | 2               |

Single physique - avec Tes Tendres Années (Live)
| Classement (2020)    | Meilleure place |
| -------------------- | --------------- |
| France (SNEP Ventes) | 3               |